# 孟淮 (嘉靖進士)
孟淮（1513年—1577年），字豫川，號衛原，河南開封府祥符縣人，民籍，明朝政治人物。同進士出身。

## 生平
嘉靖十三年（1534年）甲午科河南鄉試第十九名舉人。嘉靖十七年（1538年）中式戊戌科進士。授大理寺评事，升右寺正，历任山东按察司佥事、陕西兵备副使、山西左布政使，嘉靖三十八年（1559年）十二月升都察院右副都御史、巡抚山西。四十年五月科道纠拾，调南京别用，闰五月调任应天府府尹，四十一年十一月勒令閑住。

## 家族
曾祖孟信；祖父孟喜；父孟廷蘭，典膳。母謝氏。具庆下。弟澤、津、洙。弟孟洙（丙辰进士）。